# 心のノート
心のノート・こころのノートは、日本の文部科学省が2002年（平成14年）4月、全国の小・中学校に無償配布した道徳の副教材である。2009年（平成21年）に新学習指導要領に対応して改訂されている。2003年（平成15年）7月には教師用の指導手引き書として『「心のノート」を生かした道徳教育の展開』が刊行された。この手引書の改訂は2013年（平成25年）3月に行われている。
同年12月6日、心のノートは全面改訂され、「私たちの道徳」（小学校低・中学年は「わたしたちの道徳」）に名称変更され、翌2014年度から配布されることとなった。

## 概要
小学生向け3種類（1・2年生、3・4年生、5・6年生）と中学生向けの合計4種類がある。表題は小学校1・2年生向けは「こころのノート」、他は「心のノート」である。心理学者の河合隼雄を中心として制作された。
児童・生徒の発達段階に沿って程度に差はあるが、学習指導要領に示された道徳の内容項目をすべて充足したほぼ同じ構成を採っている。中学校版には愛国心や男女交際に関する記述も見られる。
巻末には「ちきゅうにやさしい 文部科学省」の語句を外周部に配したエコマークが掲載されているが、教科書や他の副読本では奥付や背の部分に存在する出版社や執筆者等が掲載されていない。実際の著作権者は文部科学省（日本国）、発行者は小学校1・2年用が文溪堂、同3・4年用が学習研究社、同5・6年用と中学用が廣済堂あかつき（旧・暁教育図書）である。また、「新しい歴史教科書」のように市販本版としたものが、学研から全巻刊行されている（デザイン・内容は副読本とほぼ同一）。

## 国の位置付け
文部科学省は心のノートを全国配布にあたり、「『心のノート』について（依頼）」（2002年4月22日付）という文書の中で、教科書でも副読本でもない、「補助教材」であると発表した。
また、心のノートの試作本を都道府県・政令指定都市の教育委員会宛てに送付した際に柴原弘志文部科学省初等中等教育局教育課程教科調査官名義で出した「『心のノート』の活用に当たって」（2001年（平成13年）12月10日付）では、結びの語で「人間として生きていく上での大いなるプレゼントになり、生かされるものとなるようにしていきたい」と表明した。この「大いなるプレゼント」という表現が心のノート批判で引用されることがある。なお、同文書では「『心のノート』のみを使用して授業を展開するということではなく」とし、あくまで「理解を助けることができる冊子」と強調している。

## 議論
心のノートをめぐっては賛否が分かれている。ここでは主要な議論を示す。

### 肯定的意見
- 教師の負担が減少する

道徳教育を専門として教員免許状を取得した教師がいないにもかかわらず、すべての教師が道徳教育を行う必要があり、年間35時限（週1時限）の「道徳の時間」の授業を運営しなければならない。ゆえに道徳の時間をうまく運営できる教師は少数に留まり、受講したはずの児童や生徒に「何をやったか覚えていない」という状況を生み出す危険がある。しかし、「心のノート」を用いれば、児童・生徒が自主的に「生きる力」を身に付けることができ、学習指導要領に準拠しているので、教師は道徳の授業の組み立てに自信を持って質の高い授業を行える。
- 心の記録として保存できる

日々の生活・体験が書き込めるようになっていることから、心の成長を振り返ることができる。
- 児童・生徒が主体となる道徳教育が展開できる

心のノートは児童・生徒（以下、「生徒」とする）への呼び掛け・問い掛け形式で記述されている。また扱う内容は生徒の現実から出発していることから、生徒自身が受け止めることが可能である。
- 地域や家庭と連携がとれる

心のノートは一冊の本になっており、どのようなことが教育現場で教えられているのかが保護者に一目瞭然である。これを通じて、生徒・教師・保護者が話し合いを持つことで連携ができると期待される。また、愛国心教育と絡めて、郷土の伝統文化について扱うページもあり、地域の人との交流も図れる。ただし、文部科学省は生徒のプライバシーを考慮する必要があることも留意点として挙げている。

### 否定的意見
- 記述が誘導尋問的である

心のノートには多くの問いかけが設定されており、一見すると児童・生徒自身に考えさせて答えを出させようとしているように思える。しかし、問いのすぐ後に「答え」が示されている、あるいは暗示されており、誘導尋問と言える。岩川直樹は著書『「心のノート」の方へは行かない』の中で、これを「思考停止装置」と名付けて批判している。これが顕著に見られるものに、小学校1・2年版の「ないしょのはこ」（『こころのノート』26・27ページ）がある。ここでは直前のページに「うそなんかつくもんか」という内容で嘘をついたことに罪悪感を覚えた男の子の話が掲載され、続いて「ないしょをこっそりしまっておくないしょのはこ」を持っていることを好きか嫌いか、と問うものである。更に、問いの下に三本の毛が生えた男の子と思しきキャラクターが「はこの中をのぞくとき、あなたはどんな気持ちかな」と投げかけ、「ないしょのはこ」を好きと言わせないような構成になっている。更に、このような誘導尋問を経て導き出された答えを「自ら求め自覚したと思わせる」点も問題である。
- 「いい子」であることを求め、ネガティブなものを排除する傾向がある。

過剰と言えるほど多くの「自己チェック」が設けられ、具体的なチェック項目が羅列されている。ここで問題となるのは、心のケアが欠落し、心の正邪・明暗のチェックをひたすら要求している、ネガティブと見なされる「暗いこと、汚いこと、醜いこと、弱いこと、やりきれないこと、切ないこと」などを排除している、の2点である。後者について岩川は「心の農薬」と呼んで厳しく批判し、ネガティブなものがこの世に存在しないかのように装う姿勢がノート全体を通して貫かれていると述べている。
- 「感じる」という面が強調され、「考える」面が少ない

臨床心理学者の小沢牧子は、心のノートが自分の内面に目を向けさせることが強調され、問題意識や批判を封じ込める構成になっていることを指摘している。こうすることで考えること、考えたことをぶつけ合うことがないがしろにされ、横のつながりが「コミュニケーション」という言葉だけの空虚なものになってしまう。横のつながりは、感謝・恩恵という自分を中心とした人間の縦につながる関係に置き換えられ、過度に進めば「君が代」・「日の丸」を軸とする国家主義へとなりかねない、と小沢は警告している。
- 「本当の私」を煽ることで、子供たちの心が蝕まれる可能性がある

自分の心に向き合い「本当の私」を探すことを推奨する文言が織り込まれており、社会学者の土井隆義は、本来は存在しない虚構の概念といえる「本当の私」を子どもたちが煽られることで、心を蝕まれる可能性を指摘している。表象文化論研究者の加藤有希子は、「本当の私」探しはニューエイジ、自己啓発、スピリチュアルの特徴だったが、現在は社会全体に広がっており、自分を知ることに即物的な価値を求める傾向があると述べている。「本当の私」探しは、「私」という存在が公的なものを欠いた不安定な存在であることから、探せば探すほど不安になるため、私探しが教育の場にまで侵食している現状の問題は根深いという。
- 検定を経ることなく､国からの上意下達で配布された

歴史教科書問題において日本は教科書検定制度であると反論しているが、心のノートは事実上の国定教科書でありこれに反するという主張や、教育勅語や修身教科の色彩が濃いとして批判されることも多い。
- 高額な税金がかかっている

この冊子の作成に多額の税金が用いられていたことも問題となっている。具体的には2001年度に約7億3000万円、2003年に約3億8000万円の予算が使われた。
それにもかかわらず、実際には学校の授業ではほとんど使われずに、学年末に家に持ち帰るだけの場合もある。ただし、平成15年（2003年）度の文部科学省道徳教育推進状況調査では、全国の道徳教育を行っている学校のうち、小学校の97.1%、中学校の90.4%で心のノートを使用しているという結果が出ている。
- 教科書による道徳教育は歴史的にも批判されている

香川七海は、戦前の修身教育においても、教科書を中心に授業を展開することには、批判がなされていたと指摘している。大正時代には、江戸時代の例話をもとにする修身教科書が、実生活からかけはなれた内容になっていること、文章が無味乾燥になっていることから、「いやいやながら教科書を読んでいる」子どももいたということが当時の記録に残っているという（大島正徳『自治及修身教育批判』）。また、こういった事情から、教師のなかにも修身教科書を使用することのない人がいたし、授業そのものを唱歌などの時間に代替してしまう者もいたという。香川は、修身教育に憧憬の念を持つ道徳教育の強化論者が、こういう歴史的事情を知らずに、教科書を中心とする道徳教育を強化しようとすることに対して、「歴史を知らない、愛国心がない」と皮肉に批判している。

## 経緯
心のノートの作成・配布には1997年（平成9年）の神戸連続児童殺傷事件や1999年（平成11年）栃木女性教師刺殺事件・光市母子殺害事件などの社会を揺るがすような少年犯罪が相次いで発生し、「心の教育」の必要性が強調されるようになってきたことが背景にある。
国会では、1998年に中曽根弘文議員が参議院予算委員会において「副読本などに頼るのではなくて、やはりもっと子どもの心に響く教材を作るべき」と主張、町村信孝文部大臣も「教科書の必要性も含めてさらに検討する」と答弁している。更に2000年（平成12年）3月15日の参議院文教科学委員会での自民党亀井郁夫議員が「道徳の教科書がない」ことを指摘し、道徳の冊子を作るべきではないかと提案し、中曽根弘文文部大臣も「研究して作ったらいいのではないか」と応じたことが作成の直接的な契機となったと日本会議は報告書の中で述べている。
その後、心のノートの「作成協力者会議」が組織され、河合隼雄文化庁長官を座長とする10人の委員が作成に深く関与した。ほかにも大学教授4人、小中学校の校長及び教諭93人が編集協力者として参加している。著作権者である文部科学省の編集者は押谷由夫を筆頭とする12人である。完成した心のノートについて押谷は「これで道徳教育が充実しなければ、打つ手はないのではないか、とさえ思ってしまう。」と雑誌『道徳教育』2002年9月号にて述べている。